# Aphrosylus luteipes
Aphrosylus luteipes är en tvåvingeart som beskrevs av Octave Parent 1929. Aphrosylus luteipes ingår i släktet Aphrosylus och familjen styltflugor. Inga underarter finns listade i Catalogue of Life.